# Dirk De Wolf
Dirk De Wolf (ur. 16 stycznia 1961 w Aalst) – belgijski kolarz szosowy, srebrny medalista mistrzostw świata.

## Kariera
Największy sukces w karierze Dirk De Wolf osiągnął w 1990 roku, kiedy zdobył srebrny medal w wyścigu ze startu wspólnego podczas mistrzostw świata w Utsunomiya. W zawodach tych wyprzedził go jedynie jego rodak Rudy Dhaenens, a trzecie miejsce zajął Włoch Gianni Bugno. Był to jednak jedyny medal wywalczony przez niego na międzynarodowej imprezie tej rangi. Na rozgrywanych rok później mistrzostwach świata w Stuttgarcie był siódmy w tej samej konkurencji. Ponadto wygrał między innymi Cztery Dni Dunkierki w 1986 roku, Dwars door Vlaanderen w 1989 roku, Druivenkoers Overijse w 1990 roku, Giro dell’Appennino rok później, a w 1992 roku był najlepszy w Liège-Bastogne-Liège. Kilkakrotnie startował w Tour de France, najlepszy wynik uzyskując w 1986 roku, kiedy zajął 64. miejsce w klasyfikacji generalnej. W 1990 roku wystąpił w Vuelta a España, a dwa lata później wziął udział w Giro d’Italia, ale w obu przypadkach nie ukończył rywalizacji. Nigdy nie wystąpił na igrzyskach olimpijskich. W 1994 roku zakończył karierę.